# Charles Edward Kenneth Mees
Charles Edward Kenneth Mees FRS (26 de maio de 1882 — 15 de agosto de 1960) foi um físico e pesquisador da fotografia britânico.